# دير ساجنايس
 دير مريم العذراء  ((بالصربية: Манастир Успења Пресвете Богородице Чајничке)‏) هو دير أرثوذكسي صربي يقع في( ساجنايس ) ,جمهورية صربسكا. هناك نوعان من الكنائس جنبا إلى جنب، الكنيسة الجديدة والقديمة. يعود تاريخ الكنيسة القديمة إلى القرن الخامس عشر ، وقد تم بناء الكنيسة الجديدة في عام 1857. تشتهر الكنيسة بأيقونة العذراء المقدسة. هذا هو المثال الوحيد المتبقي للرسم الزيتي في البوسنة الذي يرجع تاريخه إلى ما قبل العهد العثماني، وهو الرمز العملي الذي رسمته العذراء والطفل من جهة، وعن القديس يوحنا المعمدان من جهة أخرى.  تشتهر الأيقونة المعروفة باسم الجمال (أنداجانايس) والتي تعتبر معجزة من كنيسة دورميتيون في ساجنايس، وهو مكان تقليدي للحج. انه عمل فنان بيزنطي في النصف الأول من القرن الرابع عشر. يعتقد المؤرخون أن هذه الأيقونة كانت مرسومة حول 1329-1330.